# Cornón de Peña Sagra
El pico Cornón es la máxima elevación de la sierra de Peña Sagra y se alza a 2048 m s. n. m.. Se localiza en un punto de dicha sierra donde convergen los límites municipales de Rionansa, al noreste, y Cabezón de Liébana, al suroeste.
Existen varias rutas de montañismo para llegar a la cima del Cornón. Desde Liébana, el acceso más directo parte de Cahecho y Luriezo. Desde Polaciones, el acceso más directo parte del pueblo de San Mamés.

## Toponimia
El Cornón de Peña Sagra no debe confundirse con el Cornón de la sierra del Cordel (2125 m). Ambos picos recibieron este nombre porque la forma puntiaguda y sobresaliente de su cima es similar a la de un cuerno.  Existen también otras montañas cantábricas llamadas ´´Cornón`` por el mismo motivo. Por ejemplo, el Cornón de la divisoria Somiedo–Laciana.

## Ermita de la Virgen de la Luz
En la ladera oeste del Cornón, a 1340 m de altitud, se encuentra la ermita de la Virgen de la Luz, apodada cariñosamente La Santuca, patrona de Liébana. Cada 24 de abril se desciende su imagen al pueblo de Somaniezo y, al día siguiente, a Aniezo. El 2 de mayo se traslada la imagen hasta el monasterio de Santo Toribio de Liébana en una multitudinaria procesión que discurre por varios pueblos de Liébana. En la tarde del 2 de mayo, La Santuca regresa a Aniezo y el día 4 se devuelve a su ermita en la ladera de Peña Sagra. Se trata de la procesión más larga de España.

## Referencias

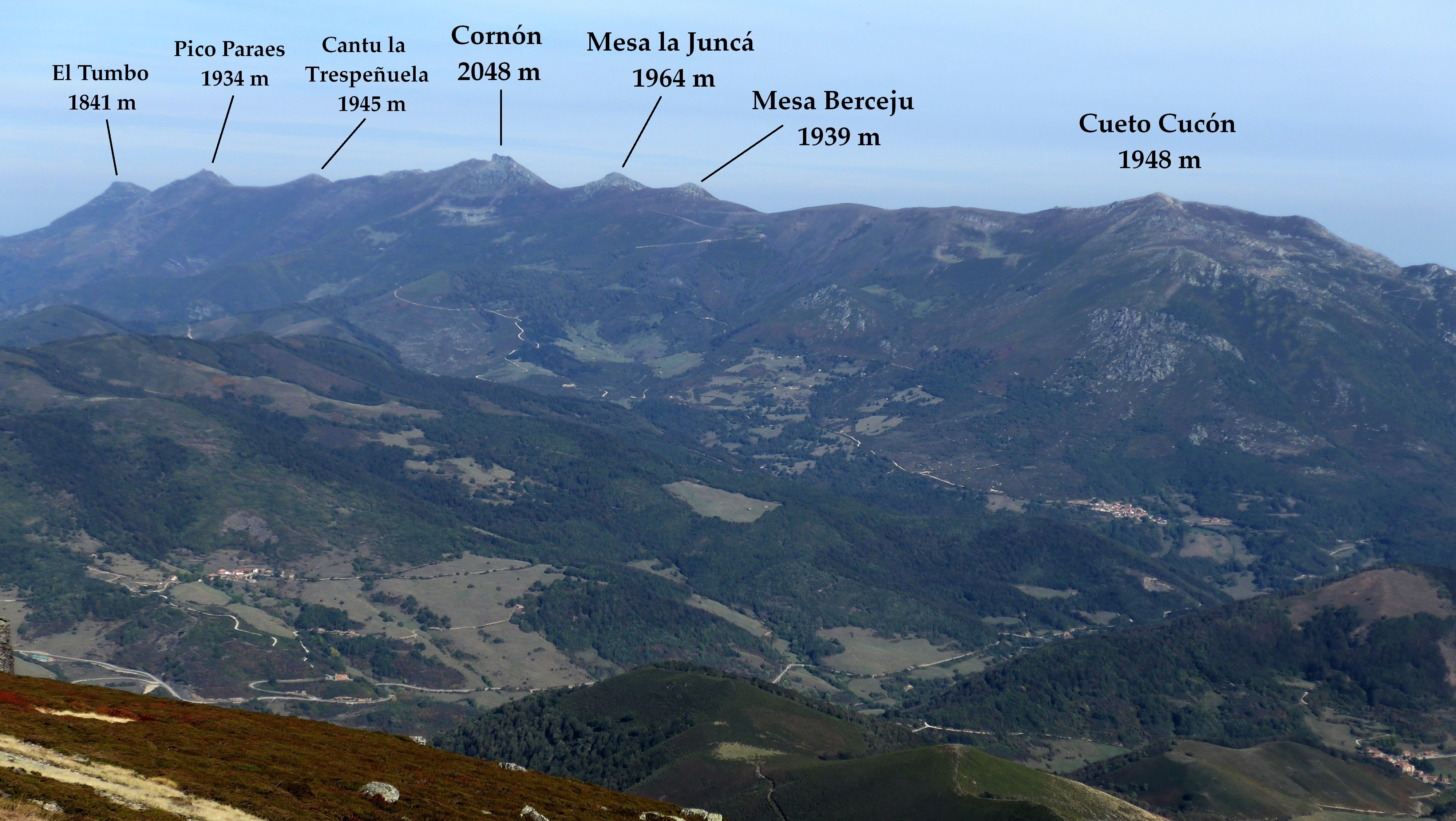
El Cornón visto desde Peña Labra en dirección sureste > noroeste